# Bulbophyllum lecouflei
Bulbophyllum lecouflei là một loài phong lan thuộc chi Bulbophyllum.